# Icare (film, 2022)
Pour les articles homonymes, voir Icare (homonymie).
Pour plus de détails, voir Fiche technique et Distribution.
Icare est un long-métrage d'animation luxembourgeois, belge et français réalisé par Carlo Vogele en 2022. C'est un film à rendu de dessin animé en 2D. Inspiré de la mythologie grecque, il relate une réécriture des mythes d'Icare, du Minotaure, d'Ariane et de Thésée en imaginant le Minotaure comme une créature pacifique.

## Synopsis
L'histoire se déroule dans la Grèce mythologique, sur l'île de Crète, à Cnossos, au temps du roi Minos. Le jeune Icare est le fils et l'apprenti de Dédale, sculpteur, architecte et inventeur au service du roi Minos et de la reine Pasiphaé. Un jour, après avoir livré une pelote de fil à la princesse Ariane, Icare entend une voix l'appeler dans sa tête. Il découvre ainsi une entrée secrète du palais qui le mène à une salle isolée en ruines dans laquelle vit une créature moitié garçon, moitié taureau nommée Astérion. Tous deux se lient d'amitié, au point qu'Icare délaisse quelque peu son travail auprès de son père pour rendre des visites fréquentes à Astérion. En dehors de ses jeux et de ses conversations avec Icare, l'être hybride semble passer son temps à méditer et à contempler le ciel et le soleil. De temps en temps, Icare se cache et épie les visites de la reine Pasiphaé ou du roi Minos à Astérion. Il entrevoit ainsi l'étrange vérité sur les origines de son ami et remarque la froideur des relations entre Minos et Pasiphaé.
Mais ce bonheur relatif est menacé à mesure qu'Astérion grandit et devient un homme-taureau adulte d'une taille et d'une force effrayantes, bien qu'il demeure pacifique. Minos projette d'enfermer Astérion dans un bâtiment dont personne ne pourra sortir et d'en faire l'instrument de sa vengeance contre les habitants d'Athènes, qu'il contraindra à lui livrer chaque année sept jeunes gens et sept jeunes filles afin de les livrer au monstre. Icare tente en vain d'empêcher Dédale d'apporter son aide au roi dans la construction de ce bâtiment, le Labyrinthe. Lorsque Thésée, le prince d'Athènes, se présente en personne pour être jeté dans le Labyrinthe, Minos voit l'occasion de mettre en œuvre sa vengeance. Mais la princesse Ariane tombe amoureuse de Thésée dès le premier regard. 
Icare va trouver Ariane pour s'entendre avec elle, persuadé qu'ils peuvent élaborer un plan pour sauver aussi bien la vie de Thésée que celle d'Astérion. À l'aide de la pelote de fil, Ariane permet à Thésée de s'orienter dans le Labyrinthe afin d'en ressortir. Icare croit avoir convaincu Ariane et Thésée de laisser la vie sauve à Astérion, qui n'est pas ce monstre assoiffé de sang que Minos voudrait appeler le Minotaure. Hélas, Thésée succombe aux sombres méandres du Labyrinthe et oublie sa promesse : au dernier moment, il se révèle sanguinaire et tue Astérion. Quand Icare retrouve le couple sur la jetée où il leur a préparé un bateau, il s'aperçoit que l'épée de Thésée est tachée de sang. Thésée et Ariane s'enfuient en bateau, mais Icare reste : tentant de s'assurer du sort d'Astérion, il se retrouve enfermé dans le Labyrinthe avec son père Dédale par un Minos furieux. Ingénieux, Dédale parvient à fabriquer des ailes fixées avec de la cire pour son fils et lui. Icare s'élance dans le ciel, mais, plutôt que d'écouter les conseils de son père, il monte jusqu'au soleil, où les plumes de ses ailes se détachent à mesure que la cire fond. Icare tombe dans l'océan, mais rejoint ainsi le soleil où l'esprit d'Astérion semble l'attendre.

## Fiche technique
- Titre : Icare
- Réalisation : Carlo Vogele
- Scénario : Carlo Vogele, Isabelle Andrivet
- Musique originale : André Dziezuk
- Montage : Michel Dimmer
- Sociétés de production : Rezo Productions, Iris Productions
- Société de distribution : Bac Films Distribution (France et international)
- Pays de production :  Luxembourg,  Belgique,  France
- Format : couleur — 1,78:1
- Durée : 77 minutes
- Date de sortie :
  - France : 30 mars 2022

## Distribution (voix)
- Wolf Van Cappellen : Icare, enfant
- Igor Van Dessel : Icare, adolescent
- Alexis Flamant : Astérion, le Minotaure
- Maia Baran : Pasiphaé
- Isabelle Andrivet : Pasiphaé, jeune
- Mark Irons : Minos
- Camille Cottin : Ariane
- Niels Schneider : Thésée
- Féodor Atkine : Dédale

## Conception du film

### Scénario
Le scénario d’Icare est coécrit par Carlo Vogele et Isabelle Andrivet. Les mythes grecs ne développent presque pas le personnage d'Icare en dehors de son vol tragique, ce qui laisse aux deux scénaristes une grande liberté pour imaginer le reste de sa vie. 
Dans une version du scénario, l'histoire du film était racontée par les dieux de l'Olympe représentés comme des journalistes qui discutent pour élaborer une nouvelle version de l'histoire. L'intrigue alternait entre les dieux et les personnages du mythe.

### Animation
En mars 2017, une bande-annonce conceptuelle est présentée au festival Cartoon Movie à Bordeaux (France).

### Budget
Dans sa recherche de financements, Icare reçoit le soutien financier du fonds régional d'investissement wallon Wallimage en 2018. En juin 2019, le film participe au 29e Marché international du film d'animation à Annecy, où il prend part à la rencontre "Gap Financing: Meet the Producers" ("Financer le manque : rencontrez les producteurs"), qui vise à permettre à des films dont au moins 85% du budget est sécurisé de terminer leur recherche de financement. En janvier 2022, le film terminé est projeté par Bac Films en première de marché lors des 24es Rendez-Vous d’UniFrance à Paris afin de trouver des acheteurs étrangers.

## Accueil

### Critiques de presse
À la sortie du film en France le 30 mars 2022, les critiques lui réservent un bon accueil. Le site agrégateur de critiques Allociné (consulté un mois et demi après la sortie du film) confère à Icare une note moyenne de 3,9 sur une échelle de 5, sur la base de 19 critiques parues dans la presse papier ou numérique.

### Box office
Icare sort en France le 30 mars 2022. Durant sa première semaine d'exploitation en salles, il attire environ 18 155 personnes, puis un peu plus de 11 000 durant la deuxième, un peu plus de 10 000 durant la troisième et environ 20 150 durant la quatrième. En cinquième semaine, avec environ 1255 nouvelles entrées, il dépasse les 60 000 entrées cumulées.